# Konjuh (Kruševac)
Pour les articles homonymes, voir Konjuh.
Konjuh (en serbe cyrillique : Коњух) est une localité de Serbie située sur le territoire de la Ville de Kruševac, district de Rasina. Au recensement de 2011, elle comptait 1 000 habitants.
Konjuh est officiellement classé parmi les villages de Serbie.

## Démographie

### Évolution historique de la population
| 1948  | 1953  | 1961  | 1971  | 1981  | 1991  | 2002  | 2011  |
| ----- | ----- | ----- | ----- | ----- | ----- | ----- | ----- |
| 1 346 | 1 382 | 1 410 | 1 362 | 1 377 | 1 312 | 1 139 | 1 000 |

|  |